# Vladimir Fock

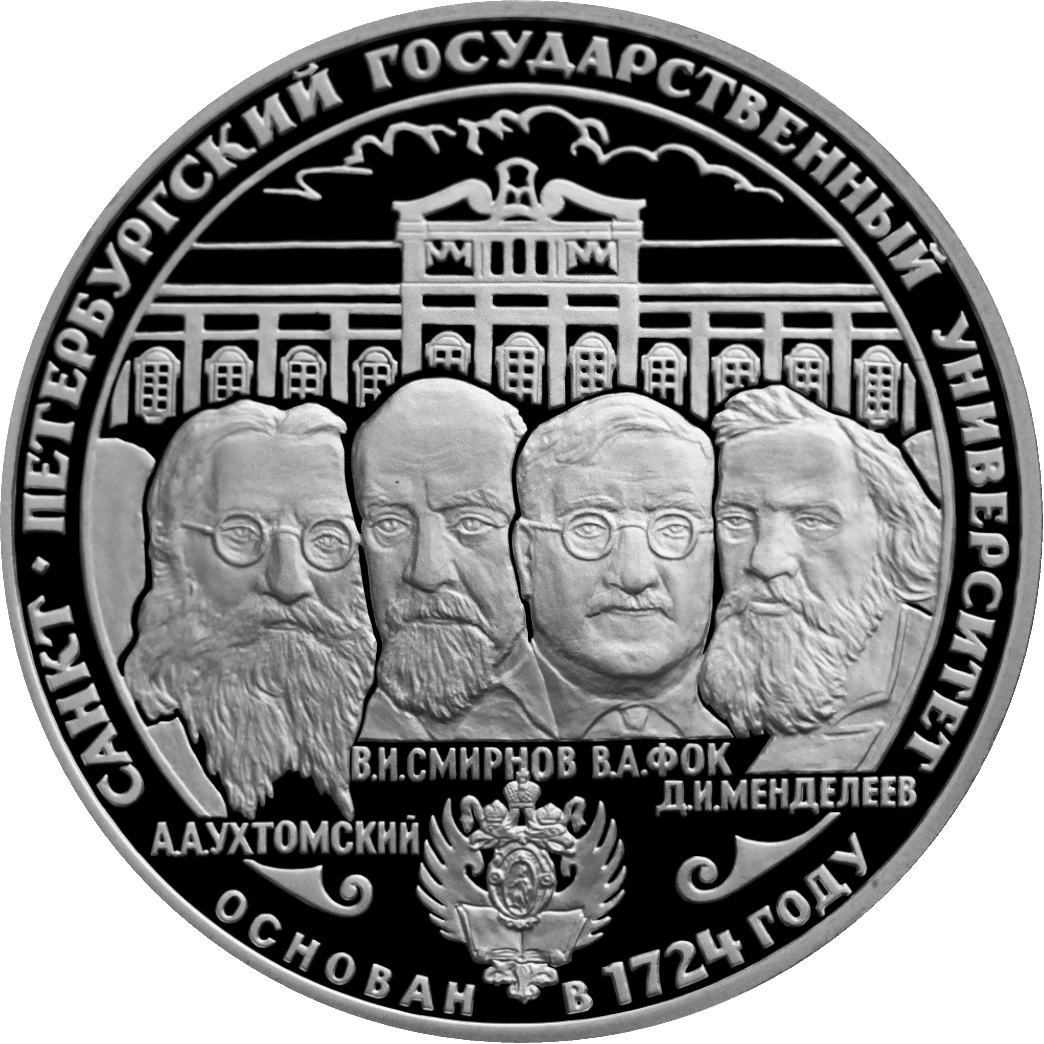
Vladimir Fock (derde van links)

Vladimir Aleksandrovitsj Fock  (Russisch: Владимир Александрович Фок) (Sint-Petersburg, 22 december 1898 - aldaar, 27 december 1974) was een Sovjet-Russisch natuurkundige die zich bezighield met de kwantummechanica en kwantumelektrodynamica. Hij is voornamelijk bekend van de Hartree-Fock-methode.
Verschillende begrippen zijn naar hem vernoemd:
- Fockoperator
- Fockruimte
- Fockstaat
- Fockrepresentatie
- Fockmatrix
- Hartree-Fockenergie
- Hartree-Fockgolffunctie
- Hartree-Focklimiet
- post-Hartree-Fock